# Dama Pulo I
Dama Pulo I is een bestuurslaag in het regentschap Aceh Timur van de provincie Atjeh, Indonesië. Dama Pulo I telt 356 inwoners (volkstelling 2010).